# Keyara Wardley
Keyara Wardley, född 27 januari 2000, är en kanadensisk rugbyspelare. Hon ingick i det kanadensiska lag som tog silver i sjumannarugby vid OS 2024 i Paris.